# Franco Godi
Franco Godi (Milano, 10 giugno 1940) è un musicista, compositore, direttore d'orchestra, arrangiatore e produttore discografico italiano.

## Biografia
Godi è autore delle musiche di numerosi jingle di successo negli anni sessanta e settanta per messaggi commerciali distribuiti attraverso la popolare striscia preserale di Carosello. Fra i maggiormente conosciuti e ricordati figurano quelli relativi a marche di olio d'oliva (Olivella e Mariarosa le due figurine femminili del commercial), tè e camomilla, liquori, dolci al cioccolato, olive da tavola, biscotti, birra, prodotti per la fotografia, automobili e caffè.
Attivo nel campo della pubblicità (settore nel quale ha ottenuto diversi riconoscimenti), è cresciuto a Prato dove ha intrapreso l'attività di musicista e autore componendo con un proprio gruppo musiche per programmi di Radio Firenze.
Il debutto però avviene nel 1963 come cantante, con il 45 giri Bikini di visone/Twist del battimano, pubblicato dalla Galleria del Corso, etichetta di proprietà di Teddy Reno, e inciso a Milano negli studi di Renato Carosone, con il suo quartetto composto da Luciano Zotti (piano), Franco Boldrini (basso) e Piero Barbetti (batteria).
Ispirandosi allo stile jazzistico di Quincy Jones e Armando Trovajoli, è stato autore di numerose colonne sonore per cortometraggi e film d'animazione, tra cui quelle dei film di Bruno Bozzetto Allegro non troppo e Vip - Mio fratello superuomo.
È conosciuto con l'appellativo di Mr Jingle, per essere stato l'autore delle musiche di numerosi spot pubblicitari di grande notorietà, all'interno di Carosello. Ha composto anche la favola musicale Susanna in viaggio per la luna, con protagonista Susanna, testimonial dei formaggini Invernizzi, e altri brani utilizzati dalla pubblicità ma indirizzati al pubblico infantile.
Fra i personaggi dei fumetti per i quali ha creato le musiche figurano Nick Carter, del duo Bonvi-Guido De Maria; SuperGulp!, dello stesso De Maria; La Linea di Osvaldo Cavandoli; il Signor Rossi, ancora di Bozzetto. Con Francesco Guccini ha creato la figura di Salomone pirata pacioccone.
Ha collaborato con numerosi registi italiani ed esteri, fra cui i fratelli Taviani, Giuliano Montaldo, Gillo Pontecorvo, Ermanno Olmi, Richard Lester, Vittorio De Sica, Gabriele Salvatores e Renzo Martinelli.
Nel 1976 ha fondato l'etichetta discografia Best Sound, con la quale ha prodotto, tra gli altri, i Gemelli DiVersi, gli Articolo 31 e Space One.
Per la televisione ha musicato le sigle di Domenica in, Parola mia di Luciano Rispoli, Il mercato del sabato, Unomattina, La grande corsa, Una grande occasione, Verissimo. Sempre per la tv ha composto le musiche per la fiction Don Tonino e, insieme al DJ Albertino e agli Articolo 31, ha fatto parte nel 2001 del cast del film Senza filtro diretto da Mimmo Raimondi, dedicato all'ambiente della musica hip hop.

## Composizioni
- 1967 - Una vita in scatola
- 1968 - Vip - Mio fratello superuomo
- 1968 - Relax per la pubblicità del Fernet Branca
- 1972 - La Linea
- 1973 - La cabina
- 1974 - Paolo il freddo
- 1975 - L'esorciccio
- 1975 - Self Service
- 1976 - Allegro non troppo
- 1976 - Il Signor Rossi cerca la felicità
- 1977 - I sogni del Signor Rossi
- 1977 - Supergulp/Alan Ford e il Gruppo T.N.T.
- 1978 - Addio ultimo uomo, regia di Angelo e Alfredo Castiglioni
- 1979 - I supereroi di Supergulp!
- 1982 - Africa dolce e selvaggia, regia di Angelo e Alfredo Castiglioni
- 1984 - Moa Moa
- 1986 - I cinque del quinto piano (sit-com)
- 1988 - Don Tonino, prima serie (serie televisiva)
- 1989 - Ladri di saponette
- 1992 - Tiramolla Adventures
- 1995 - Casa dolce casa

## Filmografia
- 2001 - Senza filtro

## Discografia
- 1972 - Pop-Paraphrenia..... (Fonovideo, FLP 108; con Oscar Rocchi)
- 1978 - Addio Ultimo Uomo – Why / Qua Qua Qua (Dalla Colonna Originale Del Film "Addio Ultimo Uomo")[3]